# NGC 2234
NGC 2234 is een open sterrenhoop in het sterrenbeeld Tweelingen. Het hemelobject werd op 19 februari 1784 ontdekt door de Duits-Britse astronoom William Herschel.